# Sterup
Sterup là một đô thị thuộc huyện Schleswig-Flensburg, trong bang Schleswig-Holstein, nước Đức. Đô thị Sterup có diện tích 17,14 km², dân số thời điểm 31 tháng 12 năm 2006 là 1423 người.